# Murano

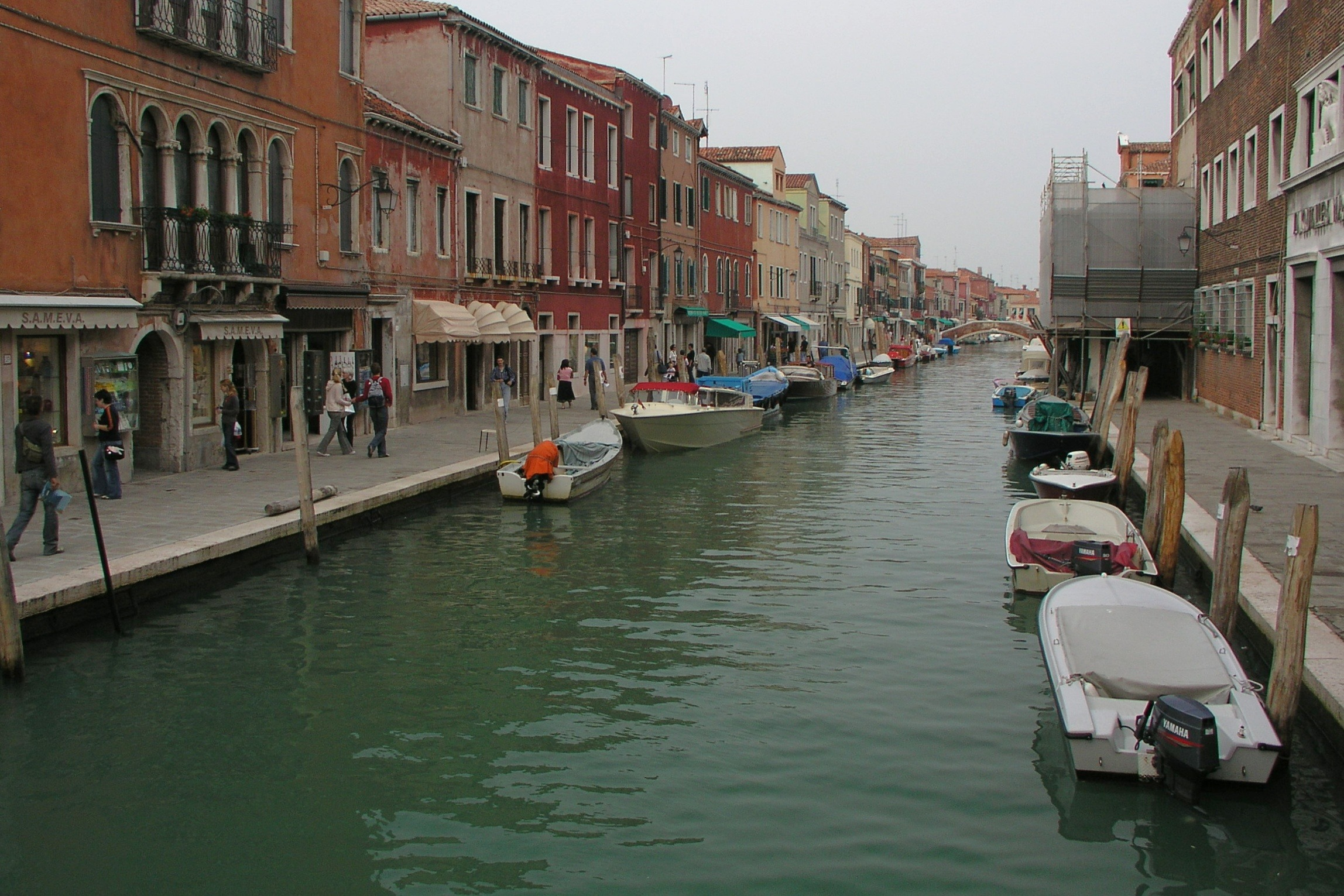
El río dei Verièri.

Murano es una isla de la laguna Véneta, en el noreste de Italia, en la región del Véneto. Se encuentra aproximadamente a 1 kilómetro de la ciudad de Venecia y es famosa por su artesanía del vidrio, particularmente por sus lámparas, vasos, copas y adornos. Alberga 6000 habitantes, aproximadamente.
Está compuesta por siete islas más pequeñas divididas por canales y ríos pero comunicadas entre sí mediante puentes.
Se la conoce en todo el mundo por la citada producción de vidrio artístico artesanal (soplado). Gracias a la artesanía de la isla, esta goza de un gran flujo turístico. El vidrio muranés es habitualmente objeto de imitación, pero la calidad de la misma es en comparación escasa.
En el islote de Murano, lleno de casas renacentistas y con su característico faro blanco, la producción de objetos de cristal se mantiene como la más alta expresión de trabajo refinado de numerosas dinastías de maestros vidrieros que se han transmitido el arte de transformar la arena con el fuego y el aire, en el más estricto secreto de su isla. Se dice, de hecho, que la tradición de objetos de cristal se remonta al antiguo Egipto y que llegó a los romanos para adornar las casas nobles, pero que tuvieron que pasar aún muchos siglos antes de que, gracias a la influencia árabe y asiática, se desarrollase un arte propiamente dicho. Lo cual sucedió en Venecia cuando, para prevenir los incendios en tierra firme causados por el proceso de elaboración del vidrio, Murano fue elegida fábrica “flotante”.
Siendo el proceso de creación del cristal muy complejo y económicamente relevante, los vidrieros fueron autorizados a llevar espada y gozar de algunas inmunidades, pero no fueron nunca autorizados a dejar la República precisamente para no difundir los secretos de su arte.
Durante siglos, los vidrieros de Murano mantendrán un estrecho monopolio de la calidad y el proceso de producción del cristal: millefiori, cristallino, esmaltado, lechoso, etc., hasta llegar a descubrir de nuevo los antiguos cristales romanos, las actuales murrinas.
Murano sigue siendo sede de laboratorios artesanales donde los artistas trabajan el cristal para la comercialización en masa, así como para hacer obras originales y únicas, especialmente las imitaciones de las piedras preciosas. Con el tiempo, muchas de las tiendas y talleres históricos se han convertido en marcas internacionales como Salviati, Barovier & Toso, FerroMurano, Berengo Studio en cuyas fábricas los artesanos siguen usando las antiguas técnicas a la hora de realizar lámparas y murrinas, otro símbolo del made in Italy, con una marca tutelada que garantiza la calidad y el origen.
Hoy en día los turistas que visitan los talleres de los grandes maestros del cristal de Murano que ayudaron a Picasso, Fontana y Chagall a crear sus obras de cristal, no pueden por menos que comprar las maravillosas lámparas, vasos, joyas, jarrones, delicados e impalpables o gruesos como el mármol, blancos como la porcelana o decorados en frío, para participar de la antigua tradición antes de ir al Palacio Giustinian para admirar las obras expuestas en el Museo del Vidrio, que muy a menudo recibe las donaciones de los mismos hornos de Murano.

## Historia
Murano fue fundada por los romanos y, desde el siglo VI, habitada por gentes procedentes de Altino y Oderzo. En un principio, la isla prosperó como puerto pesquero y gracias a la producción de sal. Asimismo, era un centro de comercio. Con el puerto controlaban la isla de Sant’Erasmo, de vital importancia por su producción agrícola. Desde el siglo XI, la ciudad empezó a caer en declive debido a que muchos habitantes se mudaron a Dorsoduro (barrio de Venecia). Tenían un gran ayuntamiento, como el de Venecia, pero desde el siglo XIII Murano ha sido gobernada por un podestà veneciano. A diferencia de otras islas de la laguna, Murano acuñaba sus propias monedas.

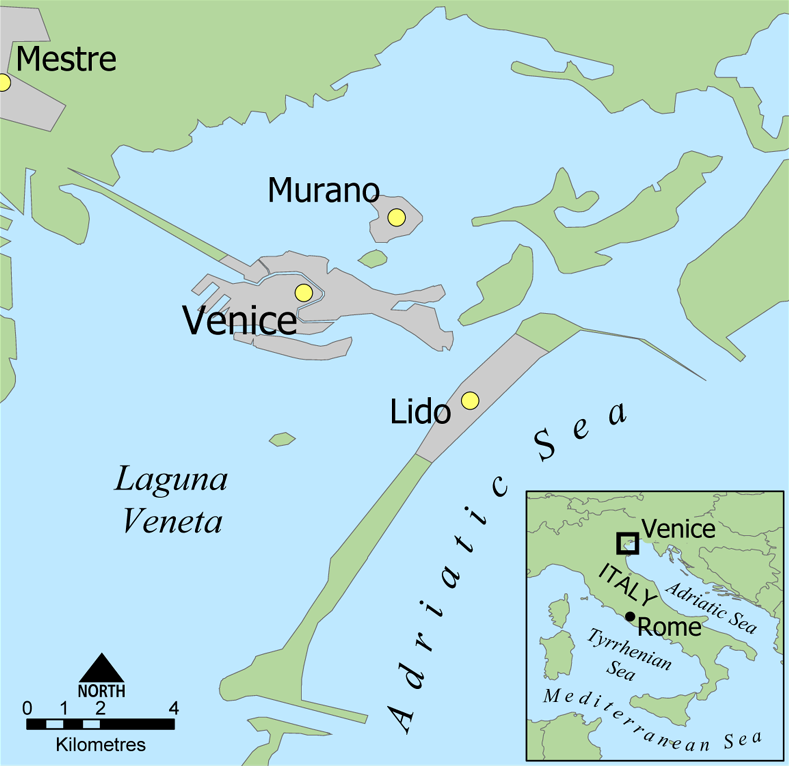
Mapa de la Laguna de Venecia, con Murano, Venecia y el Lido.

Esta ciudad fue uno de tantos centros urbanos fundados durante las invasiones bárbaras (exactamente igual que su hermana Burano). Según la tradición véneta, el topónimo vendría de Ammuriana, una de las puertas de la ciudad al mar.
La ciudad, circunscrita siempre a la Venecia marítima, tuvo cierta autonomía de la Serenísima República Veneciana hasta 1171, cuando fue anexionada al barrio o sestier veneciano de Santa Croce. Desde 1275 fue en cambio gobernada por su propio podestà, capaz de acuñar su propia moneda (la oxea).
La autonomía de la isla, incluso como común (ayuntamiento), fue confirmada bajo la invasión napoleónica, quien por otra parte expolió y deshizo muchísimos conventos e iglesias (de las que hoy en día permanecen solamente tres), y durante la dominación austriaca. La institución, que comprendía también a Sant'Erasmo y łe Vignołe, fue suprimida en 1923.
Desde 1291, todos los cristaleros de Venecia se vieron forzados a mudarse a Murano debido al riesgo de incendios. Durante el siguiente siglo, comenzaron las exportaciones y la isla ganó fama, inicialmente por la fabricación de espejos y abalorios. Durante algún tiempo, Murano llegó a ser el mayor productor de cristal de Europa. Más tarde, la isla se hizo famosa por sus arañas de luces. Aunque hubo un importante declive durante el siglo XVIII, la cristalería sigue siendo la industria más importante de la isla.
Más de una vez, los hornos de los talleres eran causantes de grandes incendios debido a que en la época (y hoy) la mayor parte de los edificios venecianos se sustentan en madera.

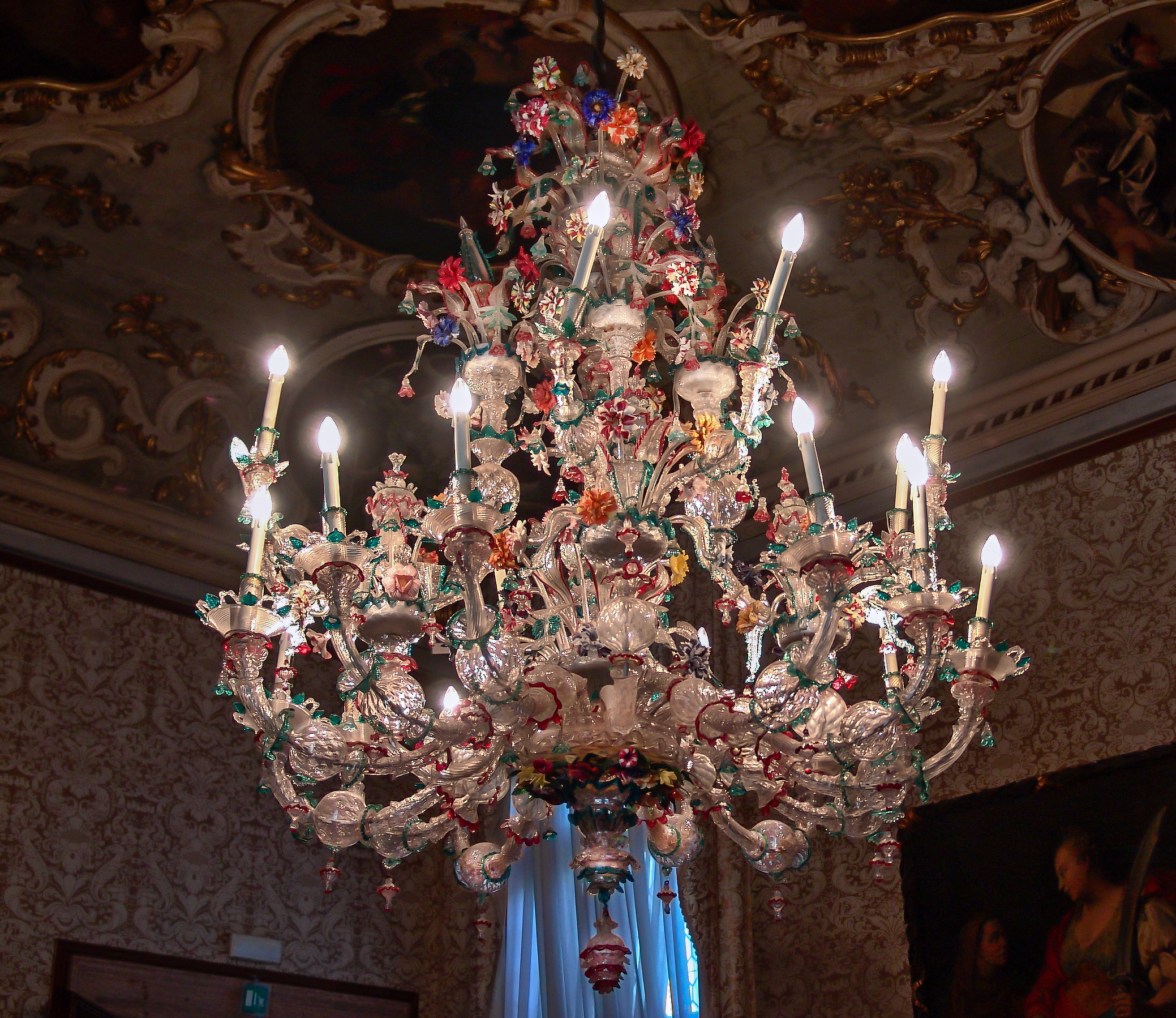
Araña de cristal de Murano, en Ca' Rezzonico

Trasladar a los vidrieros a Murano sirvió a la Serenísima República para controlar mejor el gremio, celosa de un arte que la había hecho famosa en todo el mundo. Los maestros vidrieros estaban obligados a vivir en la isla y no podían dejar la capital véneta sin un permiso especial emitido por el dogo veneciano. Sin embargo, muchos lograron escapar, exportando a países extranjeros sus famosas técnicas. La más importante crisis que golpeó la industria local fue la sufrida en el XV, cuando Bohemia comenzó a producir vidrio artístico, quizá inspirados en los vidrieros vénetos de Murano. Venecia —como estado— salió adelante con el comienzo de la fabricación de lámparas de araña, fama que ha llegado a nuestros días.
Solo los maestros vidrieros, incluso aquellos que no pertenecían a la clase nobiliaria, podían esposarse con los patricios. La Serenísima República emitió un decreto por el que declaraba ciudadanos muraneses solo a aquellos que hubiesen nacido dentro del término municipal de la isla y hubiesen comprado un edificio en esta ciudad/isla.
En 1602, el podestà Barbàrigo ordenó la confección del Libro de Oro. Para estar inscrito en él hacía falta tener el consentimiento del dogo de Venecia, algo que no era simple ni inmediato. Aquel que no resultaba inscrito, no podía desempeñar allí el oficio de vidriero ni participaba en los consejos comunales. Tampoco disfrutaba del resto de ventajas y derechos de los que gozaban los ciudadanos muraneses.
En el siglo XV, la ciudad se hizo popular como lugar de vacaciones de los venecianos y se construyó un palacio, pero esta moda terminó por pasar. El campo de la isla era conocido por sus árboles frutales y sus hermosos jardines hasta el siglo XIX, cuando empezaron a construirse las últimas casas.

## Monumentos y lugares a visitar

### Basílica de los Santos María y Donato
Construida en el siglo VII destaca por sus mosaicos de estilo véneto bizantino del siglo XII (en el suelo y en los muros, con fondos dorados). La cubierta es de estilo gótico. Acoge las reliquias de San Donato, junto a los restos del dragón que mató.

### Palazzo da Mula
Palacio gótico construido en los siglos XII y XIII con estilo gótico veneciano, fue la residencia de unos patricios venecianos. Actualmente es la sede del ayuntamiento de Murano. 

### Iglesia de San Pedro Mártir
Reconstruida en su forma actual en el siglo XVI destacan sus espléndidas columnatas de mármol y la capilla de la familia Ballarin. Acoge obras que escaparon del saqueo al que las tropas de Napoleón sometieron a las iglesias de la isla.

### Visitas relacionadas con el cristal de Murano
Al recorrer la isla se puede encontrar pequeñas fábricas artesanales que elaboran objetos con la técnica del vidrio soplado en las que se puede contemplar demostraciones de esta técnica artesanal. Además por el pueblo de Murano hay varias esculturas al aire libre elaboradas con vidrio soplado, la más famosa de las cuales es el Cometa de Cristal que se encuentra al lado de la Torre del Reloj. También puede visitarse el Museo del Cristal, situado en el magnífico Palacio Giustinian, la antigua residencia de los vizcondes de Torcello, de estilo gótico. En el museo pueden contemplarse miles de obras elaboradas por artistas y artesanos del vidrio soplado de Murano.